# Edens Zero
"Edens Zero" (エデンズゼロ, Edenzu Zero) é uma série de mangá japonesa escrita e ilustrada por Hiro Mashima. Lançada em 27 de junho de 2018, é publicada semanalmente pela revista Weekly Shonen Magazine. A editora Kodansha publica os volumes em formato tankōbon e em simulcast, em plataformas como Amazon, Google Livros, Apple Books e Crunchyroll Manga, em seis idiomas, incluindo o português brasileiro pela Editora JBC.
Desde 24 de junho de 2024, o mangá é publicado em Portugal pela Distrito Manga, uma chancela pertencente à Penguin Random House Grupo Editorial.
Uma adaptação para anime produzido pela J.C.Staff estreou mundialmente na Netflix em 26 de agosto de 2021. A segunda temporada foi licenciada internacionalmente pela Mediatoon Distribution e estreou mundialmente na Crunchyroll a 9 de abril de 2023, exceto na Ásia, Península Ibérica, países francófonos, Itália e países de língua alemã.
A trama gira em torno de Shiki Granbell, um órfão que é criado por animatronics sensíveis em um deserto do parque temático no Sakura Cosmos. O parque é visitado por dois aventureiros do espaço, Rebecca e sua companheira de gatos, Happy, com quem Shiki faz amizade enquanto eles estão lá gravando vídeos para o site de compartilhamento de vídeos B-Cube. Chegando ao fim da vida útil da bateria, os robôs forçam um Shiki complacente a sair com Rebecca e Happy, encenando uma tentativa de matar os três e roubar a espaçonave de Rebecca, salvando Shiki de ficar sozinho no planeta. Após isso, Shiki se junta a Rebecca e Happy em sua guilda de aventureiros, Shooting Starlight, para explorar o universo em busca da deusa suprema conhecida por "Mãe" (マザー Mazā).

## Personagens

### Personagens principais
Shiki Granbell (シキ・グランベル, Shiki Guranberu)
Shiki é o único habitante humano do Reino Granbell, [JP 4] um parque temático de fantasia no planeta robô Granbell. Ele herda uma habilidade chamada Ether Gear do animatronic Demon King do parque, permitindo que ele reconfigure o fluxo de uma energia latente em seu corpo chamada "ether" para alterar a gravidade de si mesmo e dos outros. Seguindo o incentivo do Rei Demônio, Shiki aspira a fazer tantos amigos fora de seu planeta quanto possível, mas é socialmente desajeitado em torno de outros seres humanos devido a passar a maior parte de sua vida entre os robôs.
Rebecca Bluegarden (レベッカ・ブルーガーデン, Rebekka Burūgāden)
Rebecca é uma garota do planeta Blue Garden que viaja para diferentes planetas para gravar vídeos para sua conta on-line do B-Cube, canal Aoneko, com o objetivo de obter um milhão de inscritos. Uma menina brilhante e enérgica em circunstâncias normais, ela adota uma personalidade grosseira e agressiva quando em batalha, e exibe excelente pontaria com a forma dupla de seu parceiro Happy. Ela pilota uma nave espacial chamada Aqua Wing, que duplamente funciona como um barco. Rebecca detêm o poder do Cat Leaper (キャットリーパー Kyatto Rīpā), um Ether Gear raro que permite que seu usuário consiga pular para uma nova linha temporal.
Happy (ハッピー, Happī)
Happy é um cyborg de gato azul antropomórfico de propriedade de Rebecca, baseado no personagem de mesmo nome da série Fairy Tail de Hiro Mashima. Um alienígena felino do planeta Exceed, ele é reconstruído em um corpo protético após ser mortalmente ferido em um acidente de estrada durante a infância de Rebecca. Happy é capaz de se reconfigurar em um par de armas de raios chamados Happy Blasters que disparam balas de éter, usadas por Rebecca em combate.
Clarisse Layer (クラリス・レイヤー, Kurarisu Reiyā)
Clarisse está atirando na recepcionista sensível e superemocional de Starlight, e a única pessoa na guilda que está em um acordo amigável com Shiki e Rebecca.
Labilia Christy (ラビリア・クリスティ, Rabiria Kurisuti)
Labilia é uma personalidade famosa do Brudentes rival de Rebecca, cujo conteúdo em vídeo ela faz comentários impudentes e humilhantes sobre. Apesar de sua atitude desdenhosa em relação a outras pessoas, ela fica fascinada com Shiki depois de ser submetida a seus poderes de gravidade, com a intenção de fazer dele o foco de seu próximo vídeo.
Rei Demônio (魔王, Maō)
O Rei Demônio é um robô benevolente no Granbell Kingdom, que serve como personagem de vilão animatrônico do parque, e é uma figura de avô substituto para Shiki. Antes de quebrar algum tempo antes da série, o Rei Demônio toma medidas com os outros robôs para evacuar Shiki do planeta antes de todos eles deixarem de funcionar, encenando uma revolta contra a humanidade após a chegada de uma visitante humana, Rebecca.
Mãe (マザー, Mazā)
"Mãe" é o nome usado para descrever uma entidade feminina do tamanho de um planeta que existe além do Cosmos de Sakura, onde é considerada uma deusa mítica.
Elsie Crimson (エルシー・クリムゾン, Erushī Kurimuzon)
É a líder de uma equipe de piratas espaciais denominados por "Bando da Elsie". Seu nome e aparência são semelhantes aos de Erza Scarlet, personagem da série Fairy Tail. Elsie é uma dos Seis Generais Galáticos (銀河六魔将, Ginga Rokumashō), conhecidos por terem o poder de destruir um planeta inteiro.

## Produção
Após a conclusão de Fairy Tail em 26 de julho de 2017, Hiro Mashima postou um Tweet em 31 de dezembro de 2017 prometendo iniciar uma nova série em 2018. Após sua visita ao Festival Internacional de Quadrinhos de Angoulême na França, Mashima revelou que a nova série seria "uma nova forma de fantasia", e que o personagem Plue de uma de suas séries anteriores, Rave Master, apareceria no mangá. Em 14 de maio de 2018, Mashima comentou no Twitter que ele estava ficando "um pouco confuso" devido a trabalhar simultaneamente nesta série, uma continuação Fairy Tail, e em um outro projeto "secreto". Ele também afirmou que estava chegando com novas ideias para a série "uma após a outra". Em 30 de maio de 2018, a Weekly Shonen Magazine revelou que a série foi provisoriamente intitulada de Edens Zero.

## Publicação
A série foi lançada em 27 de junho de 2018 na edição de 2018 da revista shōnen manga da revista Kodansha. A série é publicada simultaneamente em cinco idiomas diferentes: inglês, francês, chinês, coreano e tailandês. A editora norte-americana Kodansha USA lançará capítulos da série em plataformas digitais como Crunchyroll Manga, ComiXology e Amazon Kindle. O primeiro volume tankōbon receberá um lançamento mundial simultâneo em outubro de 2018.

## Volumes
Esses capítulos ainda não foram publicados em um volume tankōbon. Eles foram originalmente serializados em japonês em edições da Weekly Shonen Magazine e em inglês em edições de Crunchyroll Manga de junho de 2018 a julho de 2018.
| - 1. Para céu onde sopro de flores de cereja - 2. A garota e o gato azul - 3. Aventureiros - 4. Norma | - 1. 桜舞うソラに (Sakura Mau Sora ni) - 2. 少女と青猫 (Shōjo to Ao Neko) - 3. 冒険者たち (Bōkensha-tachi) - 4. ノーマ (Nōma) |

| - | - 5. ワイズという男 (Waizu to Iu Otoko) - 6. 盗賊 (Shīfu) - 7. 鉄の涙 (Tetsu no Namida - 8. 激突!! シビルファミリー (Gekitotsu!! Shibiru Famirī) - 9. vs. フットブラザーズ (vs. Futto Burazāzu) - 10. 友達だろ (Tomodachi Daro) - 11. マキナ・メイカー (Makina Meikā) - 12. スカルフェアリー号 (Sukaru Fearī-gō) - 13. シキ vs. エルシー (Shiki vs. Erushī) - 14. もう一度生まれる (Mō Ichido Umareru) |

| - | - 15. 魔王戦艦 (Maō Senkan) - 16. シスター (Shisutā) - 17. コレクション (Korekushon) - 18. 風の鳴くハイウェイ (Kaze no Naku Haiwei) - 19. 楽しい事を考える天才 (Tanoshii Koto o Kangaeru Tensai) - 20. 惑星ギルスト (Wakusei Girusuto) - 21. ソウルブレイド (Sōru Bureido) - 22. 裸の脱出作戦 (Hadaka no Dasshutsu Sakusen) - 23. ミリオンバレット (Mirion Baretto) |

| - | - 24. シスター・イヴリィ (Shisutā Ivurii) - 25. 狙いをさだめて (Nerai o Sadamete) - 26. 二人のシスター (Futari no Shisutā) - 27. ギルスト脱出作戦 (Girusuto Dasshutsu Sakusen) - 28. 新たな仲間たち (Aratana Nakama-tachi) - 29. アイアンヒル (Aian Hiru) - 30. 超仮想惑星 (Chōkasō Wakusei) - 31. デジタリスの民 (Dejitarisu no Tami) - 32. 殺人鬼ジャミロフ (Satsujinki Jamirofu) |

| - | - 33. 丘の上の少女 (Oka no Ue no Shōjo) - 34. この夜を生き抜け (Kono Yoru o Ikinuke) - 35. 怪物と少女 (Kaibutsu to Shōjo) - 36. GIA - 37. 大怪獣シキ (Daikaijū Shiki) - 38. 22発 (Nijūni-hatsu) - 39. 天才ハッカー・スパイダー (Tensai Hakkā Supaidā) - 40. C7号作戦 (Shī-nana-gō Sakusen) - 41. 花火 (Hanabi) |

| - | - 42. ピーノの夢 (Pīno no Yume) - 43. 金の匂い (Kane no Nioi) - 44. 知識の宮殿 (Chishiki no Kyūden) - 45. バトルコロシアム (Batoru Koroshiamu) - 46. 戦乙女の足音 (Ikusa Otome no Ashioto) - 47. 言葉は強さを与える (Kotoba wa Tsuyosa o Ataeru) - 48. 永永無窮の星より (Eiei Mukyū no Hoshi Yori) - 49. キャプテン・コナー (Kyaputen Konā) - 50. 紅婦人 (Kurenai Fujin) |

| - | - 51. 鉱石生命体 (Sutōnzu) - 52. 紅の籠手 (Kurenai no Kote) - 53. ポヨポヨ ルビーちゃん (Poyo Poyo Rubī-chan) - 54. 真実はキューブの中に (Shinjitsu wa Kyūbu no Naka ni) - 55. ブラックロック (Burakku Rokku) - 56. リセット (Risetto) - 57. 機械の母 (Kikai no Haha) - 58. 沈黙の再会 (Chinmoku no Saikai) - 59. きっと前へ進める (Kitto Mae e Susumeru) |

| - | - 60. いつか強さに変わるまで (Itsuka Tsuyosa ni Kawaru Made) - 61. アーセナル参上 (Āsenaru Sanjō) - 62. オレの伝説 (Ore no Densetsu) - 63. 意志を継ぐ者 (Ishi o Tsugu Mono) - 64. 跳躍者 (Rīpā) - 65. 剣士は動けない (Kenshi wa Ugokenai) - 66. 重力がおまえを潰す (Jūryoku ga Omae o Tsubusu) - 67. 愛する者 (Aisuru Mono) - 68. ヴァルキリー (Varukirī) |

| - | - 69. レベッカの見た夢は… (Rebekka no Mita Yume wa...) - 70. ベリアル・ゴア (Beriaru Goa) - 71. 鋼鉄の魔女 (Kōtetsu no Majo) - 72. エレメント4 (Eremento Fō) - 73. 涙を流すな (Nami o Nagasu na) - 74. ワイズ vs. ラグナ (Waizu vs. Raguna) - 75. 桜宇宙に吹く風 (Sakura Kosumosu ni Fuku Kaze) - 76. レベッカ vs. シルフ (Rebekka vs. Shirufu) - 77. 風の絆 (Kaze no Kizuna) |

| - | - 78. 29号 (Nijūkyū-gō) - 79. 拒む者と奪う者 (Kobamu Mono to Ubau Mono) - 80. 60日記念コイン (Rokujū-nichi Kinen Koin) - 81. 仲裁 (Chūsai) - 82. 説教 (Sekkyō) - 83. 地下道に響く銃声 (Chikadō ni Hibiku Jūsei) - 84. シキがいない世界 (Shiki ga Inai Sekai) - 85. オレたちの未来 (Ore-tachi no Mirai) - 86. EZ-Attack!! |

| - | - 87. 4 vs. 4 - 88. ゴッドアイ (Goddo Ai) - 89. ハーミット vs. ファイ (Hāmitto vs. Fai) - 90. シスター vs. ダイチ (Shisutā vs. Daichi) - 91. ホムラ vs. シルフ (Homura vs. Shirufu) - 92. エデンズの剣 (Edenzu no Tsurugi) - 93. 処刑場 (Shokeijō) - 94. シキ vs. ドラッケン (Shiki vs. Dorakken) - 95. クリス・ラザフォード (Kurisu Razafōdo) |

| - | - 96. 少年の記憶 (Shōnen no Kioku) - 97. 今がその時 (Ima ga Sono Toki) - 98. 魔王降臨 (Maō Kōrin) - 99. ペンダント (Pendanto) - 100. Edens One - 101. シンギュラリティ (Shingyurariti) - 102. 別れの時 (Wakare no Toki) - 103. 激闘の宇宙 (Gekitō no Sora) - 104. 海賊と呼ばれ女 (Kaizoku to Yobare Onna) |

| - | - 105. ドラゴンフォール (Doragonfōru) - 106. 祈りの間 (Inori no Ma) - 107. 星降る惑星 (Hoshi Furu Wakusei) - 108. 我が最愛のナディア (Waga Saiai no Nadia) - 109. 赤い洞窟 (Reddo Keibu) - 110. 恋する機械 (Koisuru Kikai) - 111. いつか見たあの空を (Itsuka Mita Ano Sora o) - 112. 船で生きる者 (Fune de Ikiru Mono) - 113. 犬になる (Inu ni Naru) |

| - | - 114. 接着剤 (Setchakuzai) - 115. フォレスタの戦い (Foresuta no Tatakai) - 116. 空中の掃除人 (Kūchū no Sōjinin) - 117. シキVS.オーク (Shiki VS. Ōku) - 118. スタードレイン (Sutā Dorein) - 119. ホムラVS.モラ (Homura vs. Mora) - 120. レベッカVS.ブリトニー (Rebekka VS. Buritonī) - 121. 愛しいガラクタちゃん (Itoshii Garakuta-chan) - 122. 勝利の巨人 (Shōri no Kyojin) |

| - | - 123. 正義の光 (Seigi no Hikari) - 124. Kiss & Die - 125. 重心 (Jūshin) - 126. その博士､ 狂暴につき (Sono Hakase, Kyōbō ni Tsuki) - 127. 終末システム (Shūmatsu Shisutemu) - 128. 大切なもの (Taisetsu na Mono) - 129. たくさん笑う為に (Takusan Warau Tame ni) - 130. オーシャンズ6 (Ōshanzu 6) - 131. VR-C |

| - | - 132. 時の魔女 (Toki no Majo) - 133. ジギーの軌跡 (Jigī no Kiseki) - 134. ジャッジメント・デイ (Jajjimento Dei) - 135. 砂漠のオアシス (Sabaku no Oashisu) - 136. グッドウィン (Guddowin) - 137. 帝国歴程 (Enpaia Daisu) - 138. 葵大戦の序曲 (Aoi Taisen no Jokyoku) - 139. 白い閃光 (Shiroi Senkō) - 140. 突入!! 惑星ネロ66 (Totsunyū!! Wakusei Nero Roku-jū Roku) |

| - | - 141. 灰色の世界 (Haiiro no Sekai) - 142. シキ vs. シュラ (Shiki vs. Shura) - 143. おまえたちは悪くねェ (Omaetachi wa Warukunee) - 144. 鏡世界 (Kagami Sekai) - 145. ホムラ vs. ミラーニ (Homura vs. Mirāni) - 146. 散りゆく前に (Chiriyuku Mae ni) - 147. 怒りと恐怖と悲しみ (Ikari to Kyōfu to Kanashimi) - 148. アイ・オブ・ホルス (Ai obu Horusu) - 149. 失った力 (Ushinatta Chikara) |

| - | - 150. ワイズVS.ナセ (Waizu vs. Nase) - 151. 手形 (Tegata) - 152. ロストカード (Rosuto Kādo) - 153. 偽りの5 (Itsuwari no Go) - 154. 天械流忍術 (Tenkai-ryū Ninjutsu) - 155. ラザフォードの風 (Razafōdo no Kaze) - 156. 獣神 (Jūshin) - 157. 運命の赤い糸 (Unmei no Akai Ito) - 158. 愛を知らぬ男の狂気 (Ai o Shiranu Otoko no Kyōki) |

| - | - 159. 絆の糸 (Kizuna no Ito) - 160. 葵の宇宙に散る (Aoi no Umi ni Chiru) - 161. さらに命は消えてゆく (Sara ni Inochi wa Kiete Yuku) - 162. ジギーVS.ネロ (Jigī vs. Nero) - 163. ワームホール (Wāmuhōru) - 164. 黒い天空が降り注ぐ (Kuroi Tenkū ga Furisosogu) - 165. 分岐点 (Bunkiten) - 166. 大好き (Daisuki) - 167. 生きた証を胸に (Ikita Akashi o Mune ni) |

| - | - 168. 星の海 (Hoshi no Umi) - 169. 宣言 (Sengen) - 170. 3 Years Later - 171. Wander in Space - 172. ユニバース3 (Yunibāsu 3) - 173. 舞い降りる羽 (Maioriru Hane) - 174. そこ どいてくれ (Soko, Doitekure) - 175. その男､キャプテン (Sono Otoko, Kyaputen) - 176. 惑星ダリア (Wakusei Daria) |

| - | - 177. 聖なる裁き (Seinaru Sabaki) - 178. レベッカとラビリア (Rebekka to Rabiria) - 179. デッドエンド・クロウ (Deddoendo Kurō) - 180. 星咬作戦 (Hoshigami Sakusen) - 181. 楓大戦の序曲 (Kaede Taisen no Jokyoku) - 182. 戦乙女九五式 (Ikusa Otome Kyūjūgo-shiki) - 183. ル・レンダード (Ru Rendādo) - 184. エルシー vs. ジギー (Erushī vs. Jigī) - 185. 侵食の闘技場 (Shinshoku no Tōgijō) |

| - | - 186. 亜空間プログラム (Akūkan Puroguramu) - 187. シキ vs. ウィザード (Shiki vs. Wizādo) - 188. 一割 (Ichiwari) - 189. レベッカVS.クラウン (Rebekka vs. Kuraun) - 190. 地獄のサーカス (Jigoku no Sākasu) - 191. ゾンビナース (Zonbi Nāsu) - 192. ワイズVS.キラー (Waizu vs. Kirā) - 193. やさしい子 (Yasashī Ko) - 194. 万物のエーテル (Banbutsu no Ēteru) |

| - | - 195. 偽りのストリー (Itsuwari no Sutorī) - 196. 四煌星全滅 (Shikōsei Zenmetsu) - 197. 自信 (Jishin) - 198. 悪夢 (Akumu) - 199. セントファイア・ノックス (Sentofaia Nokkusu) - 200. Alternative - 201. メルト (Meruto) - 202. 素顔 (Sugao) - 203. ジギー (Jigī) |

| - | - 204. 原点0 (Genten Zero) - 205. 3173 - 206. 裏切り者 (Uragirimono) - 207. 輝く為に (Kagayaku Tame ni) - 208. デッドエンド (Deddo Endo) - 209. 動き出した時間 (Ugokidashita Jikan) - 210. 真の敵 (Shin no Teki) - 211. 惨劇 (Sangeki) - 212. メビウス (Mebiusu) |

| - | - 213. 戦わずに済むのなら (Tatakawazu ni Sumu no Nara) - 214. 一つに… (Hitotsu ni...) - 215. 地の底より出る (Chi no Soko yori Izuru) - 216. 失われた時の中で (Ushinawareta Toki no Naka de) - 217. 父と母と娘 (Chichi to Haha to Musume) - 218. セントファイア (Sentofaia) - 219. 最後の世界 (Saigo no Sekai) - 220. エーテリオン (Ēterion) - 221. 桜舞うソラの頃に (Sakura Mau Sora no Koro ni) |

| - | - 222. 幸な世界 (Shiawase na Sekai) - 223. 記憶と能力 (Kioku to Nōryoku) - 224. 惑星ギルスト(U0) (Wakusei Girusuto (Yunibāsu Zero)) - 225. モスコイ天国 (Mosukoi Hebun) - 226. 海神 (Kaishin) - 227. 力と体 (Chikara to Karada) - 228. ガンナー (Gannā) - 229. 狙撃者 (Shogekisha) - 230. エーテルの形 (Ēteru no Katachi) |

| - | - 231. 英雄の条件 (Eiyū no Jōken) - 232. サンジュエル(U0 (San Jueru Yunibāsu Zero) - 233. 剣閃 (Kensen) - 234. 紅の涙 (Kurenai no Namida) - 235. オーバーνエーテリオン (Ōbā Nyū Ēterion) - 236. 1+4+6 - 237. 消えた惑星 (Kieta Wakusei) - 238. 砂上の邂逅 (Sajō no Kaigō) - 239. 出た！！ (Deta!!) |

| - | - 240. 博士の異常な感情 (Hakase no Ijōna Kanjō) - 241. ヴァルキリー出撃 (Varukirī Shutsugeki) - 242. ミュラーの罠 (Myurā no Wana) - 243. その猫はどこから来たのか (Sono Neko wa Doko kara Kita no ka) - 244. 鉄の雨 (Tetsu no Ame) - 245. 深き海の如く (Fukaki Umi no Gotoku) - 246. レイナとハムリオ (Reina to Hamurio) - 247. 戦いの舞台へ (Tatakai no Butai e) - 248. 雪宇宙 (Yukino Kosumosu) |

| - | - 249. 静かなる時の中で (Shizuka naru Toki no Naka de) - 250. ジョーカー (Jōkā) - 251. 惑星ミルツ脱出編 (Wakusei Mirutsu Dasshutsu-hen) - 252. ＧＡＭＥ ＳＴＡＲＴ (Gēmu Sutāto) - 253. ＳＴＡＧＥ１ (Sutēji 1) - 254. ＳＴＡＧＥ２ (Sutēji 2) - 255. 未開の宇宙 (Mikai no Uchū) - 256. 悠久の時より (Yūkyū no Toki yori) - 257. レナード (Renādo) |

| - | - 258. 星の形 (Hoshi no Katachi) - 259. エデンズ ワン突入!! (Edenzu Wan Totsunyū!!) - 260. コスモ (Kosumo) - 261. 生／死 (Sei/Shi) - 262. Ｊｕｓｔ ｏｎｅ ｍｏｒｅ ｔｉｍｅ (Jasuto Wan Moa Taimu) - 263. ルナ (Runa) - 264. オーバーライド (Ōbāraido) - 265. 辿り着いた先には… (Tadori Tsuita Saki ni wa…) - 266. 愛の戦士 (Ai no Senshi) |

| - | - 267. 母と子 (Haha to Ko) - 268. ジギーｖｓ．ヴォイド (Jigī vs. Voido) - 269. 剣の舞 (Tsurugi no Mai) - 270. ハーミットスペシャル (Hāmitto Supesharu) - 271. 命か未来か (Inochi ka Mirai ka) - 272. 母なる... (Haha Naru...) - 273. 自浄 (Jijō) - 274. 地球崩壊 (Chikyū Hōkai) - 275. 四煌星誕生 (Shikōsei Tanjō) |

| - | - 276. ツキの決断 (Shiki no Ketsudan) - 277. 消えゆくマザー (Kie Yuku Mazā) - 278. B・キューパー (B Kyūpā) - 279. スーパージギー (Sūpā Jigī) - 280. 風の槍 (Kaze no Yari) - 281. レディ・フレイヤ (Redi Fureiya) - 282. 焔 (Homura) - 283. 時の体内 (Toki no Naka) - 284. ゼノフレア (Zenofurea) |

| - | - 285. 0対1 (Zero Tai Wan) - 286. 時の子 (Toki no Ko) - 287. 1072J (1072 Jūru) - 288. 友達になれたら (Tomodachi ni Naretara) - 289. 再生 (Saisei) - 290. 時を食べる少女 (Toki o Taberu Shōjo) - 291. 私の役目 (Watashi no Yakume) - 292. 友達は終わらない (Tomodachi wa Owaranai) - 293. 友達 (Tomodachi) |